# Andreas Hertzman
Andreas Petri Hertzman, född 1701 i Skärkinds socken, Östergötlands län, död 19 juli 1768 i Eksjö, Jönköpings län, var en svensk präst i Eksjö stadsförsamling. Han var även kontraktsprost i Södra Vedbo kontrakt.

## Biografi
Andreas Petri Hertzman föddes 1701 på Hertsberga i Skärkinds socken. Han var son till bonden därstädes. Hertzman blev 1723 student vid Uppsala universitet, Uppsala och prästvigdes 1732. Han blev 1732 adjunkt i Skärkinds församling, Skärkinds pastorat och 1733 i Torpa församling, Torpa pastorat. Hertzman blev 1735 adjunkt i Vimmerby församling, Vimmerby pastorat och 1736 bataljonspredikant vid Kalmar regemente. Han var responedes vid prästmötet 1737 och blev 1744 vice pastor i Lommaryds församling, Lommaryds pastorat. År 1752 blev han kyrkoherde i Eksjö stadsförsamling, Eksjö pastorat och 1759 Prost. Han blev även 1759 kontraktsprost i Södra Vedbo kontrakt. Hertzman avled 19 juli 1768 i Eksjö.
Hertzman kallades allmänt Göta Lejon.

### Familj
Hertzman gifte sig med Margareta Helena Douglitz. De fick tillsammans barnen Christina, kyrkoherden Carl Anders Hertzman i Höreda församling, Wilhelm Leonard, Hans Jacob, Gustaf Fredrik, Susanna och Christina.